# Hathliodes costulatus
Hathliodes costulatus là một loài bọ cánh cứng trong họ Cerambycidae.